# Skin (album de Peter Hammill)
Pour les articles homonymes, voir Skin.
Albums de Peter Hammill
The Margin
(1985) And Close as this
(1986)
Skin est le quatorzième album de Peter Hammill, sorti en 1986.

## Liste des titres
1. Skin
2. After the Show
3. Painting by Numbers
4. Shell
5. All Said and Done
6. A Perfect Date
7. Four Pails
8. Now Lover